# سعد أباد (تشرداول)
سعد أباد (بالفارسية: سعدآباد) هي قرية تقع في قسم بيجنوند الريفي (مقاطعة تشرداول) في إيران. يقدر عدد سكانها بـ 133 نسمة.